# فيل (كولورادو)
فيل (بالإنجليزية: Vail, Colorado) هي بلدة تقع في مقاطعة إيغل، كولورادو بولاية كولورادو في الولايات المتحدة. تبلغ مساحتها 11.7 (كم²)، وترتفع عن سطح البحر 2445 م، بلغ عدد سكانها 5305 نسمة في عام 2010 حسب إحصاء مكتب تعداد الولايات المتحدة وتصل الكثافة السكانية فيها 453.4 نسمة/كم2.

## التركيبة السكانية
حدّد مكتب تعداد الولايات المتحدة بيانات التركيبة السكانية لفيل في تعداد الولايات المتحدة. في ما يلي، التركيبة السكانية حسب تعدادي 2000 و2010.

### تعداد عام 2000
بلغ عدد سكان فيل 4,531 نسمة بحسب تعداد عام 2000، وبلغ عدد الأسر 2,165 أسرة وعدد العائلات 763 عائلة مقيمة في البلدة. في حين سجلت الكثافة السكانية 370.5 نسمة لكل كيلومتر مربع (959.6/ميل2). وبلغ عدد الوحدات السكنية 5,389 وحدة بمتوسط كثافة قدره 440.6 لكل كيلومتر مربع (1,141.1/ميل2).
وتوزع التركيب العرقي للبلدة بنسبة 94.13% من البيض و0.29% من الأمريكيين الأفارقة و0.49% من الأمريكيين الأصليين و1.66% من الأمريكيين ذوي الأصول الآسيوية و0.09% من سكان جزر المحيط الهادئ و1.43% من الأعراق الأخرى و1.92% من عرقين مختلطين أو أكثر و6.20% من الهسبانيون أو اللاتينيون من أي عرق.
بلغ عدد الأسر 2,165 أسرة كانت نسبة 12.6% منها لديها أطفال تحت سن الثامنة عشر تعيش معهم، وبلغت نسبة الأزواج القاطنين مع بعضهم البعض 30% من أصل المجموع الكلي للأسر، ونسبة 3% من الأسر كان لديها معيلات من الإناث دون وجود شريك، بينما كانت نسبة 2.2% من الأسر لديها معيلون من الذكور دون وجود شريكة وكانت نسبة 64.8% من غير العائلات. تألفت نسبة 33.2% من أصل جميع الأسر من عدة أفراد يعيشون في نفس المنزل ونسبة 2.7% كانت تتألف من شخص يعيش بمفرده يبلغ من العمر 65 عاماً أو أكثر. وبلغ متوسط حجم الأسرة المعيشية 2.09، أما متوسط حجم العائلات فبلغ 2.62.
بلغ العمر الوسطي للسكان 31.9 عاماً. وكانت نسبة 9.9% من القاطنين تحت سن الثامنة عشر، وكانت نسبة 14.7% بين الثامنة عشر والرابعة والعشرين عاماً، ونسبة 47.8% كانت واقعةً في الفئة العمرية ما بين الخامسة والعشرين والرابعة والأربعين عاماً، ونسبة 22.6% كانت ما بين الخامسة والأربعين والرابعة والستين، ونسبة 4.7% كانت ضمن فئة الخامسة والستين عاماً فما فوق. يوجد لكل 100 أنثى 139.4 ذكر، ويوجد لكل 100 أنثى في الثامنة عشر من عمرها فما فوق 142.2 ذكر.
بلغ متوسط دخل الأسرة في البلدة 56,680 دولارًا، أما متوسط دخل العائلة فبلغ 66,389 دولارًا. وكان متوسط دخل الذكور 33,534 دولارًا مقابل 32,065 دولارًا للإناث. وسجل دخل الفرد الخاص بالبلدة 42,390 دولارًا. وكانت نسبة 1.8% من العائلات ونسبة 6.6% من السكان تحت خط الفقر، وكان من هؤلاء نسبة 2.1% تحت سن الثامنة عشر ونسبة 7.2% في الخامسة والستين من العمر وما فوق.

### تعداد عام 2010
بلغ عدد سكان فيل 5,305 نسمة بحسب تعداد عام 2010، وبلغ عدد الأسر 2,604 أسرة وعدد العائلات 916 عائلة مقيمة في البلدة. في حين سجلت الكثافة السكانية 433.8 نسمة لكل كيلومتر مربع (1,123.5/ميل2). وبلغ عدد الوحدات السكنية 7,230 وحدة بمتوسط كثافة قدره 591.2 لكل كيلومتر مربع (1,531.2/ميل2).
وتوزع التركيب العرقي للبلدة بنسبة 93.36% من البيض و0.60% من الأمريكيين الأفارقة و0.49% من الأمريكيين الأصليين و1.72% من الأمريكيين ذوي الأصول الآسيوية و0.04% من سكان جزر المحيط الهادئ و2.66% من الأعراق الأخرى و1.13% من عرقين مختلطين أو أكثر و7.35% من الهسبانيون أو اللاتينيون من أي عرق.
بلغ عدد الأسر 2,604 أسرة كانت نسبة 12.6% منها لديها أطفال تحت سن الثامنة عشر تعيش معهم، وبلغت نسبة الأزواج القاطنين مع بعضهم البعض 29.9% من أصل المجموع الكلي للأسر، ونسبة 2.9% من الأسر كان لديها معيلات من الإناث دون وجود شريك، بينما كانت نسبة 2.4% من الأسر لديها معيلون من الذكور دون وجود شريكة وكانت نسبة 64.8% من غير العائلات. تألفت نسبة 35.8% من أصل جميع الأسر من عدة أفراد يعيشون في نفس المنزل ونسبة 6.2% كانت تتألف من شخص يعيش بمفرده يبلغ من العمر 65 عاماً أو أكثر. وبلغ متوسط حجم الأسرة المعيشية 2.04، أما متوسط حجم العائلات فبلغ 2.61.
بلغ العمر الوسطي للسكان 35.0 عاماً. وكانت نسبة 10.4% من القاطنين تحت سن الثامنة عشر، وكانت نسبة 11.6% بين الثامنة عشر والرابعة والعشرين عاماً، ونسبة 42.9% كانت واقعةً في الفئة العمرية ما بين الخامسة والعشرين والرابعة والأربعين عاماً، ونسبة 24.6% كانت ما بين الخامسة والأربعين والرابعة والستين، ونسبة 10.5% كانت ضمن فئة الخامسة والستين عاماً فما فوق. وتوزع التركيب الجنسي للسكان بنسبة 57.5% ذكور و42.5% إناث.

## توأمة
لفيل (كولورادو) اتفاقيات توأمة مع:
- سان موريتز

## أعلام
- ماديسون ماكينلي
- تيس جونسون
- بادي لايزيير
- ميخائيل جونستون
- توماس والش

## وصلات خارجية
- Town of Vail نسخة محفوظة 26 أكتوبر 2011 على موقع واي باك مشين.
- The US50 - Cities and Towns in Colorado State
- Colorado Cities and Towns, Facts, Map, Flag, Colleges, Government, and More